# Psammolyce articulata
Psammolyce articulata är en ringmaskart som beskrevs av Francis Day 1960. Psammolyce articulata ingår i släktet Psammolyce och familjen Sigalionidae. Inga underarter finns listade i Catalogue of Life.